# Ottopé
Ottopé est une localité située dans le Sud de la Côte d'Ivoire et appartenant au département d'Agboville, dans la Région de l'Agnéby. La localité d'Ottopé est un chef-lieu de commune.